# Mallomys istapantap
Mallomys istapantap — вид гризунів родини мишевих. Зустрічається в Західному Папуа, Індонезі та Папуа-Новій Гвінеї.

## Морфологічна характеристика
Це великий гризун з довжиною голови й тулуба від 352 до 477 мм, довжиною хвоста від 280 до 363 мм, довжиною стопи від 60 до 80 мм, довжиною вуха від 23 до 37 мм і вагою до 1,95 кг. Хутро щільне, вкрите чорнуватими волосками довжиною до 70 мм. Забарвлення верхньої частини тіла та передніх кінцівок темно-коричнево-сіре, світліше до хвоста та на задніх лапах, а черевні частини білі. Вуха, руки і ноги вкриті дрібними коричневими волосками, а шкіра світла. Вуса чорні. Хвіст коротший за голову й тулуб, чорнуватий у базальній половині, білий у кінцевій половині.

## Поведінка
Живе в норах на землі між масивами скель.